# Harlakunte, Srinivaspur
Harlakunte là một làng thuộc tehsil Srinivaspur, huyện Kolar, bang Karnataka, Ấn Độ.